# نبرد ایشیگاکیبارا
نبرد ایشیگاکیبارا (به ژاپنی: 石垣原の戦い いしがきばるのたたかい)، نبردی است که در ۱۳ سپتامبر ۱۶۰۰ در قلعه ایشیگاکیبارا در منطقه هایامی، اوئیتا، ولایت بونگو (شهر بپو، استان اوئیتا) بین ارتش کورودا یوشیتاکا (تاکاتاکا) و ارتش اوتومو یوشیمونه (یوشیتو) روی داد.